# Lelkes Ágnes
Lelkes Ágnes (Budapest, 1924. április 24. – Budapest, 2013. március 15.) magyar színművésznő, érdemes művész.

## Életpályája
1943-ban végezte el az Országos Színészegyesület színiiskoláját. 1946-ban Győrben kezdte a pályáját. 1948–1949 között Miskolcon, 1949–1951 között Pécsett, 1951–1957 között a Magyar Néphadsereg Színházában szerepelt. 1957-től volt a Madách Színház tagja. Utolsó bemutatója 2000-ben volt. 2013-ban hunyt el.
Testvére Lelkes Péter zongoraművész-újságíró.

## Fontosabb színházi szerepei
- Roxane (Rostand: Cyrano de Bergerac)
- Éva (Madách Imre: Az ember tragédiája)
- Irene császárnő (Herczeg Ferenc: Bizánc)

## Főbb filmes és televíziós szerepei
- Egri csillagok (1968)
- Sárga rózsa (1968)
- Só Mihály kalandjai (1970)
- A fekete város (1972)
- Abigél (1978)
- Linda (1986)
- Kreutzer szonáta (1987)
- Kisváros (1993)

## Díjai, elismerései
- Érdemes művész (1979)